# Santa Helena fora da Porta Prenestina (diaconia)
Santa Helena fora da Porta Prenestina (em latim, Sancta Helenae extra Portam Praenestinam) é uma diaconia instituída pelo Papa João Paulo II em 25 de maio de 1985. A igreja titular deste título é Sant'Elena fuori Porta Prenestina, no quartiere Prenestino-Labicano.

## Titulares protetores
- Edouard Gagnon, P.S.S. (1985 - 1996)
- Vacante (1996-2006)
- Peter Poreku Dery (2006 - 2008)
- Vacante (2008-2012)
- João Braz de Aviz (2012-2022); título pro hac vice (desde 2022)